# 874 в Україні
874 в Україні — це перелік головних подій, що відбулись у 874 році на території сучасних українських земель. Також подано список відомих осіб, що народилися та померли в 874 році.

## Події
- 874 — князь Аскольд здійснив другий похід до Константинополя: було укладено мирну русько-грецьку угоду без облоги столиці Візантійської імперії[1][2]

В «лѣто ҂s҃.т҃.о҃д Иде Асколдъ и Дирд̑ъ на Грѣкы. и приде въ . д҃ı . (14) лѣто . Михаила цс̑рѧ . црс̑ю же ѿшедъшю . на Агарѧны».

- втрата незалежності землі кривичів, яка лежала між Славією та Куявією.
- Хозарський каганат підпорядкував собі кочові народи на великій степовій території між Азовським морем та Аралом.
- існують території лісостепової України слов'янські племена білих хорватів, бужан, волинян, деревлян, дулібів, полян, сіверян, тиверців, уличів. У Північному Причорномор'ї співіснують різні кочові племена, зокрема булгари, хозари, алани, тюрки, угри, кримські готи.

## Особи
- правління князя Аскольда у Києві.